# Kanton Lédignan

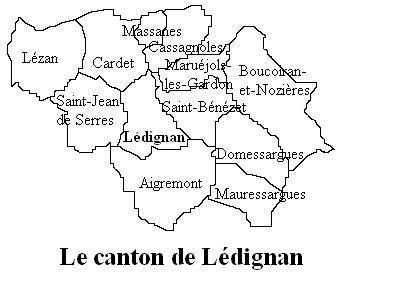
Kanton Lédignan

Der Kanton Lédignan  war ein französischer Kanton im Département Gard und im Arrondissement Alès. Er hatte den Hauptort Lédignan und wurde 2015 im Rahmen einer landesweiten Neugliederung der Kantone aufgelöst.
Der Kanton umfasste die Wahlberechtigten aus zwölf Gemeinden:
| Gemeinde              | Einwohner Jahr | Fläche km² | Bevölkerungsdichte | Code INSEE | Postleitzahl |
| --------------------- | -------------- | ---------- | ------------------ | ---------- | ------------ |
| Aigremont             | 700 (2013)     | 12,55      | 56 Einw./km²       | 30002      | 30350        |
| Boucoiran-et-Nozières | 852 (2013)     | 14,52      | 59 Einw./km²       | 30046      | 30190        |
| Cardet                | 844 (2013)     | 8,29       | 102 Einw./km²      | 30068      | 30350        |
| Cassagnoles           | 430 (2013)     | 5,19       | 83 Einw./km²       | 30071      | 30350        |
| Domessargues          | 681 (2013)     | 7,32       | 93 Einw./km²       | 30104      | 30350        |
| Lédignan              | 1431 (2013)    | 6,93       | 206 Einw./km²      | 30146      | 30350        |
| Lézan                 | 1618 (2013)    | 9,54       | 170 Einw./km²      | 30147      | 30350        |
| Maruéjols-lès-Gardon  | 242 (2013)     | 3,82       | 63 Einw./km²       | 30160      | 30350        |
| Massanes              | 193 (2013)     | 1,64       | 118 Einw./km²      | 30161      | 30350        |
| Mauressargues         | 155 (2013)     | 5,85       | 26 Einw./km²       | 30163      | 30350        |
| Saint-Bénézet         | 276 (2013)     | 6,3        | 44 Einw./km²       | 30234      | 30350        |
| Saint-Jean-de-Serres  | 524 (2013)     | 8,26       | 63 Einw./km²       | 30267      | 30350        |